# Ischnura rufovittata
Ischnura rufovittata là một loài chuồn chuồn kim trong họ Coenagrionidae.
Ischnura rufovittata is in 1843 voor het eerst wetenschappelijk beschreven bởi Blanchard.